# アーロン・マッグルーダー

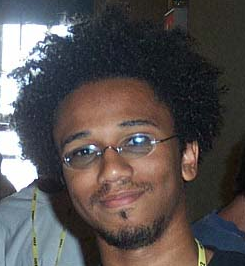
アーロン・マッグルーダー (2002)

アーロン・マッグルーダー（Aaron McGruder、1974年5月29日 -  ）は、アメリカ合衆国の作家、漫画家、演説者、アニメの製作者。
黒人文化をテーマにし、ピーボディ賞を受賞したアニメ作品『ブーンドックス』で知られる。

## 来歴
イリノイ州・シカゴ生まれ。オークランドミルズ高校、メリーランド大学を卒業後、コミック・ブック『ブーンドックス』でデビュー。

## 出版物

### コミック・ブック
- ブーンドックス - 著者・原作者（途中から他のイラストレーターに作画を任せる）

## 映像

### アニメーション
- ブーンドックス（2005年 - 2014年） - 脚本・製作総指揮・音楽・サウンドトラック・声優

### ドラマ・映画
- レッド・テイルズ（2012年） - 脚本

### Web
- The Super Rumble Mixshow（2008年、コメディショー） - 脚本、プロデュース